# إيتالو بالبو
إيتالو بالبو (6 يونيو 1896 - 28 يونيو 1940) قائد عسكري وسياسي إيطالي.، طيار، حاكم ليبيا، وولي عهد بينيتو موسوليني. كان زعيم فرق القمصان الإيطالية، وزير الطيران,

## المراحل المبكره من حياته
ولد بالبو في quartesana، قرب فيرارا (إيطاليا)، في عام 1896. كان نشطا سياسيا منذ سن مبكرة، في سن الرابعة عشر التحق بتمرد في ألبانيا تحت إمرة ريكوتي غاريبالدي، ابن جوزيبي غاريبالدي وما أن اندلعت الحرب العالمية الأولى وإعلان إيطاليا حيادها، أيّد بالبو الانضمام إلى الحرب إلى جانب الحلفاء، وشارك المسيرات المؤيدة للحرب. في نهاية المطاف انضمت إيطاليا لى الحرب، فخدم في الفوج الثامن في جبال الألب، وتحصل على ميدالية برونزية واثنتين فضيتين، وترقى إلى رتبة نقيب بسبب شجاعته في الحرب. وقبل هزيمة إيطاليا في caporetto بقليل، طلب بالبو نقله إلى regia aeronautica، بحجة بدء تدريباته الجوية. حين تم وقوع كتيبته في الأسر في caporetto، ولذلك فقد اتهمه البعض بالفرار بسبب عملية نقله بشكل مفاجئ قبل الكارثة. عاد بالبو إلى الفوج الثامن في جبال الألب بعد ذلك ومرة أخرى شهد العمل في الحرب خلال شهري يوليو وأغسطس من عام 1918، وشارك في معركة فيتوريو فينيتو. بعد الحرب، درس في فلورنسا وحصل على ليسانس في العلوم الاجتماعية، ثم عاد إلى مسقط رأسه، ليشتغل كموظف بنك.

## زعيم القمصان السوداء
في عام 1921، التحق بالفاشيين وسرعان ما أصبح أمينا لمنظمة فيرارا الفاشية. بدأ في تنظيم العصابات الفاشية وشكّل فرقته الخاصة والتي عُرفت باسم Celibano، على اسم شرابهم المفضل. وقاموا بفك الإضرابات المحلية لملّاّك الأراضي وهاجموا الشيوعيين والاشتراكيين في portomaggiore، رافينا، مودينا، وبولونيا. كما قامت هذه الفرقة بغارة على قلعة estense في فيرارا.
في عام 1922 أصبح واحدا من الدوقات ويحمل لقب رأس (لقب حبشي يعادل الدوق) ، على طريق التسلسل الهرمي الفاشي، وأنشأ قيادته المحلية في الحزب. وبحكم أنه رأس (دوق) وكأي دوق عادة فإنه أراد إنشاء الدولة الفاشيه الإيطالية بنظام لا مركزي ضد رغبات موسوليني.. كان بالبو واحدا من الأربعة المخططين الرئيسين في مسيرة روما وهم (بيانكي دي فيتشي، دي بونو، بالبو)، عكس موسوليني الذي لم يشارك في عملية محفوفة بالمخاطر) التي كان من شأنها في نهاية المطاف إحلال إيطاليا تحت حكم الفاشية. في عام 1923 اتهم بالبو بتهمة قتل كاهن الرعية جيوسيبي مينزوني المناهض للفاشية في مدينة أرجنتا. ولكنه تمكّن من الفرار إلى روما في عام 1924 وأصبح القائد العام للميليشيات الفاشية ووكيل وزارة الاقتصاد الوطني في عام 1925.

## طيار
و في 6 نوفمبر 1926، وعلى الرغم من حقيقة أنه لم يكن يعلم شيئا في ذلك الوقت عن الطيران، فقد تم تعيينه وزير الدولة للشؤون الجوية.

## حاكم ليبيا
في وقت لاحق من عام 1933، عُيِّن بالبو الحاكم العام للمستعمرة الإيطالية ليبيا، حيث انتقل في كانون الثاني / يناير، 1934. وفي تلك المرحلة كان يبدو أنه كان مؤثرا في الحزب وشخصية منافسة وطموحة، موسوليني الذي ضايقته شعبية وزير طيرانه الشاب (بالبو) الذي اجتاز لأول مرة المحيط بسرب من الطائرات وصفّق له العالم بأسره أراد إبعاده عن الساحة السياسية الإيطالية ربما بسبب الغيرة والسلوك الأناني، فعرض عليه تعيينه كحاكم لليبيا فكان تعيينه كحاكم ليبيا هو وسيلة ناجحة لنفيه من السياسة في روما حيث كان موسوليني يعتبره تهديدا له فتخلّص منه بهذه الطريقة. لم يتقبل بالبو المنصب الجديد بعين الرضا فقد كان يطمح إلى الحصول على منصب يجعل منه الرجل الثاني في إيطاليا، ولذلك ظل متردداً ستة أشهر قبل أن يأتي طرابلس لتسلـّم عمله، بدأ في ليبيا بإقامة مشاريع تشييد الطرق، وحاول جذب المهاجرين الإيطالين، وبذل جهودا لتحويل المسلمين (الليبين)إلى العقيدة الفاشية. وكان يحاول أن يدخل في نفوس الناس أنه يختلف عن الولاة الجامدين الذين سبقوه وأنه يريد الإصلاح ورفع مستوى الليبين ومداواة جروحهم وتمكينهم من العيش في اطمئنان واستقرار في ظل الحكم الإيطالي المباشر. ولم يُخفِ إعجابه بهم حيث أعلن أنه معجب بهؤلاء الأفريقيين الشماليين رجولة وذكاء وأن كلمتهم تساوي أي قرار مكتوب  وكان بالبو كثير التنقل بين مدينة وأخرى من المدن الليبية وفي كل مرة يصل إلى مكان يتصل في الحال برجاله البارزين والقضاة ويستمع إليهم ويناقشهم ويحاول فهم مشاكلهم وآرائهم.
تصرف بالبو منذ وصوله طرابلس تصرف نائب الملك لا كحاكم للمستعمرة وحول ليبيا إلى مملكة خاصة به فأقام مكتبه بالسراي الحمراء مقر الحكام الأتراك والقرمانلي وحول قصر الحاكم إلى بلاط ملكي يزينه الخيالة الليبيون ببرانسهم الحمراء المزركشة وقد وقفوا عن مدخل القصر وفي الممران المؤدية إليه لتحية الضيوف، وقد أحاط نفسه بمجموعة من أصدقائه الذين أتى بهم من إيطاليا ومن بينهم مهندسون ومعماريون وصحافيون وكتاّب وفنانون ومثقفون وأسند إلى بعضهم مناصب في الولاية ومن بينهم اليهودي «ايفوليفي Ivo levi» الذي أسند إليه قيادة الشرطة في طرابلس وفتح قصره للحفلات التي كانت تقام للزوار القادمين من إيطاليا في مختلف المناسبات وكان يدعو إليها أعيان طرابلس الذين كانوا بملابسهم المزركشة وطرابيشهم الحمراء يضفون على الحفلات طابعاً شرقياً يسر له الزوار

### إنجازاته في ليبيا
والتفت بالبو إلى مدينة طرابلس عاصمة ملكه فأولاها اهتمامه وعنايته وأراد أن يجعلها جديرة به، فصرف الأموال الطائلة في إصلاح الطرق وبناء الفنادق والعمارات والمرافق وزينها بالحدائق الجميلة وفتح شارع عمر المختار ووسعه وشيد العمارات الضخمة فأصبح أهم شارع في المدينة واهتم بالخدمات الصحية وقام بحملة ضد التراخوما والسل وأنشأ هيئة للسياحة والفنادق، قامت بإنشاء سلسلة من الفنادق في جميع أنحاء ليبيا وأعد مسرح صبراتة الروماني لعرض المسرحيات الكلاسيكية التي كانت تقدمها فرق قادمة من إيطاليا.
كما أنجز في عهده الطريق الساحلي الليبي عام 1937 الذي سُمي طريق بالبو الساحلي Via Balbia على اسمه.
وأراد بالبو أن يعطي طرابلس مظهرا دوليا فقرر إقامة سباق دولي للسيارات في طرابلس واختار الملاحة (مطار معيتيقة حاليا) لتقام بها الطرق والتجهيزات الخاصة بالسباق وأقام أول سباق دولي للسيارات ما بين طرابلس وبنغازي شاركت فيه 22 سيارة إيطالية وأجنبية.
ودعم بالبو معرض طرابلس الدولي وأدخل عليه تعديلات كثيرة. وفي عام 1934م شكّل لجنة مكونة من سياسيين ومعماريين للإشراف على التطور العمراني لمدينة طرابلس وضواحيها، وشيّد فندق الودان وزوده بالمطاعم والملاهي وكازينو للعب القمار.
وقام بإنشاء المدرسة الإسلامية العليا كي يحول دون الطلبة وذهابهم إلى مصر وتونس لتلقي علومهم الدينية وتوّج بالبو نشاطه بإعطاء موسوليني لقب حامي الإسلام.
وكتب رسالة إلى روما يطالبها ببناء مسجد في روما عاصمة الكاثوليكية وقد اندهش المسؤولون للطلب وغضب الفاتيكان لذلك ورفض الطلب واستنكره وظل رافظا فكرة بناء مسجد إسلامي في روما على مدى نصف قرن ثم شُيّد المسجد في أواخر الثمانينيات من القرن الماضي بأموال عربية .

## المستعمرين الإيطاليين
ولعل أهم عملين قام بهما بالبو في ليبيا هما قدوم العشرين ألف مستوطن وزيارة موسيليني إلى ليبيا. أدرك بالبو أن عدد المعمرين الإيطاليين في العشرين سنة الماضية لا يتجاوز بضعة آلاف فقد حالت الثورة دون إيطاليا وتحقيق أهدافها الاستيطانية، ولذلك قرر بالاتفاق مع رؤسائه في روما تكثيف عملية الاستيطان لتعويض الزمن الضائع، وتقرر إرسال عشرين ألف مستوطن في العام بحيث يصل عددهم إلى 500 ألف مستوطن في عام 1950م أي ما يقارب عدد السكان الليبيين، ولذلك تحقق الضفة الإيطالية الرابعة التي يسعى بالبو إلى تحقيقها ومن الطبيعي أن نصف المليون مستوطن سيتزايد باستمرار إلى أن يصبح السكان الليبين أقلية في خدمة الأكثرية.
واستعمل بالبو في إعداد القرى التي ستستقبل العشرين ألف عدة شركات إيطالية وعشرة آلاف عامل إيطالي وخمسة وعشرين ألف عامل ليبي، وقد وجد المستعمرون لدى وصولهم مزرعة بها دار فسيحة مفروشة ومخازن ومياه وطعاماً في المعلبات وحيوانات وأدوات الزراعة.
كانت رؤية بالبو بالنسبة للاستيطان الإيطالي في ليبيا واضحة بقدر ما كانت رؤيته لمصير الليبيين مشوشة وغير واضحة وقد خطط منذ تولّي الحكم في ليبيا على استعادة العشرين سنة التي ضاعت في قتال الليبيين وحالت دون تحقيق حلم إيطاليا في تحويل ليبيا إلى الضفة الرابعة الإيطالية وأراد بالبو تعويض الزمن الضائع بتكثيف الهجرة الإيطالية إلى ليبيا وترسيخ الوجود الإيطالي وتحقيق الحلم الذي راود المستعمرين الإيطاليين منذ عام 1911م، وقررت روما في هذه المرحلة، الإنفاق على توطين المعمرين في ليبيا واستقرارهم وأن تعد لهم الأرض والسكن والأدوات الزراعية والحيوانات وراتباً شهرياً يسد حاجة المستعمر إلى أن يستطيع أن يقف على قدميه ويصبح مالكاً للمزرعة بعد عشرين عاماً أو أقل وفقاً لمجهوده. وقام بالبو بإخراج ضخم لرحلة العشرين ألف فأتى بهم في رحلة واحدة على ظهر (17) سبع عشرة باخرة وتحرسها طرادتان وجاء موسوليني إلى نابولي لتوديع المسافرين.
وفي يوم 10 نوفمبر 1938م وصلت البواخر طرابلس وكان بالبو في انتظارها، ونزل المعمرون واجتمعوا في ميدان السراي الحمراء وركعوا وقبّلوا أرض وطنهم الجديد وكانت أعينهم تذرف بالدموع وعينا بالبو أيضاً.

## آراء الليبيين في سياسة بالبو
اختلفت آراء الليبيين في سياسة بالبو تجاه مسلمي ليبيا. ففريق يقول إن بالبو كان صادقا في تودده لليبيين والعمل على رفع مستواهم الاجتماعي والسياسي، وتحسين أوضاعهم الاقتصادية والاجتماعية وإعدادهم لتولي مناصب مهمة والمشاركة في حكم وطنهم. وقد عمل على تحسين أوضاع الموظفين ورفع أجورهم وإيجاد مناصب كبيرة لهم في الإدارة مثل مستشار وكاتب الأشغال العربية. وتحسين أوضاع القضاة. وأراد بالبو إصلاح الأوضاع الاقتصادية الليبية فأمر باقتصار تربية الأغنام على المسلمين من الليبيين ومنح القروض الزراعية وعمل بالبو على إنقاذ الثروة الحيوانية في طرابلس بترحيل 300 ألف رأس غنم عن طريق البحر للرعي في برقة بسبب الجفاف الحاد الذي أصاب طرابلس. وقام بتأسيس جمعية شباب الليتوريو العربي. وأسس المدرسة الإسلامية العليا. وكون هيئة استشارية من الأعيان ورجال الدين وأمر ببناء المساجد وإصلاح الزوايا.
ويرى الفريق الآخر أن بالبو من أبرز الرموز في النظام الفاشستي والمؤمنين بمبادئه وهو نظام استعماري متطرف يؤمن بالقوة والسلطة والاستعمار ولم يعد الليبيين بأي نظام يحفظ وحدتهم ولغتهم وكيانهم بل وعدهم بأن يكونوا جزءاً من الشعب الإيطالي وتكون بلادهم ضفة رابعة إيطالية وقد اختلف بالبو عن الولاة الذين سبقوه لأنه جاء بعد نهاية الثورة وتوقف القتال وخضوع الليبيين لإيطاليا فلو جاء والقتال ما زال مشتعلا لاختلف موقفه بالنسبة لليبيين، فبالبو لم يعط ليبيّاً واحداً منصباً مهماً في إدارة البلاد وظل الموظفون اللييون في دوائر الحكومة تابعين لأقل موظف إيطالي مهما كانت مؤهلاتهم وخبراتهم. ولم يؤسس مدرسة ثانوية واحدة لأبناء الليبين ولم يسمح لليبيٍّ أن يترأس مكتبا يعمل به إيطالي ولم يتراجع عن انتزاع أراضي الليبين ومنحها للإيطاليين وقد كوّن بالبو، كما سبق وذكرنا، هيئة استشارية كبيرة من الأعيان والقضاة والمشايخ لبحث مشاكل البلاد واجتمعوا بحضور بالبو ورجال حكومته وانقضى الاجتماع بصدور قرارات تافهة لا علاقة لها بمشاكل البلاد وقضاياها الملحة.
ويؤكد المعارضون لسياسة بالبو أنه جاء لليبيا وفي ذهنه أمران:
1. _تحويل ليبيا إلى جزء متمم لإيطاليا
2. _تحويل شعبها إلى مواطنين تابعين من الدرجة الثانية.

في عام 1938 كان بالبو العضو الوحيد من النظام الفاشي الذي يعارض بشدة تشريعات جديدة ضد اليهود.

## التخطيط لاحتلال الإسكندرية
بعد الغزو الألماني لبولندا في عام 1939، زار بالبو روما ليعرب عن امتعاضه من دعم موسوليني لهتلر، وكان الفاشي الوحيد من ذوي الرتبة العالية الذي ينتقد علنا هذا الجانب من السياسة الخارجية لموسوليني. وقال أن إيطاليا ينبغي أن تقف جنب بريطانيا، ولكنه اجتذب القليل من الأتباع. عندما علم بأن إيطاليا تحالفت رسميا مع ألمانيا النازية، صاح بالبو «إنكم جميعا ستصبحون ماسحي الأحذية عند الألمان!».
وفي يوم 10 يونيو 1940م أعلنت إيطاليا الحرب على فرنسا وبريطانيا إلى جانب ألمانيا التي احتلت فرنسا وأجبرت بريطانيا على الانسحاب إلى جزيرتها، وعين موسوليني المارشال بالبو قائداً عاماً للقوات الإيطالية في شمال إفريقيا. وكان بالبو يخطط لاحتلال الإسكندرية سواء دخلت إيطاليا الحرب أم لم تدخل لقد كان يبحث عن تحقيق مجد يجعله الرجل الثاني في إيطاليا ووضع خطة عسكرية لتحقيق هذا الهدف عرضها على المارشال بيترو بادوليو وغيره من القادة غير أنهم لم يشجعوه على فكرته ومع ذلك فقد ظل بالبو مصراً على احتلال الإسكندرية. وزار القاهرة في شهر مايو 1939م والتقى بالملك فاروق وبرئيس وزرائه محمد محمود باشا وطلب منهما الدخول في مفاوضات لرسم الحدود مع السودان وطمأن السلطات المصرية بأن الجنود الإيطاليين الموجودين على الحدود المصرية لا يكوّنون خطرا على مصر وأن إيطاليا تكن لمصر كل مودة وخير واقترح عليهما في نفس الوقت عقد معاهدة صداقة وحسن جوار مع إيطاليا.
ومر سبعة عشر يوما على دخول إيطاليا الحرب دون أن يتحرك بالبو لتحقيق هدفه فقد أراد له القدر مصيرا آخر فقد أطلقت الطرادة سان جورجو الراسية بطبرق مدافعها على طائرة بالبو التي كانت تستعد للهبوط في طبرق فأسقطتها وأردته قتيلا مع من كان معه في الطائرة .

## وفاته
في 28 يونيو 1940، قُتل بواسطة نيران مدفعية إيطالية أصابت طائرته في مطار طبرق، ليبيا، أثناء هجوم جوي بريطاني على طبرق، وربما يكون لموسوليني يد في مقتله، إذ أنه في الأشهر الأولى من عام 1940 التقى بالبو قرب غدامس مع قائد القوات الفرنسية في شمال أفريقيا شارل نوجيه Nogués وقال له أنه غير راضٍ عن التحالف الألماني الإيطالي... وأن ألمانيا... ستهاجم فرنسا بوسائل متقدمة لن تصمد أمامها طويلاً. وربما كانت هذه المعارضة للتحالف سببا يجعل موسوليني يتخلص من بالبو.